# Malte Kreutzfeldt (Journalist)

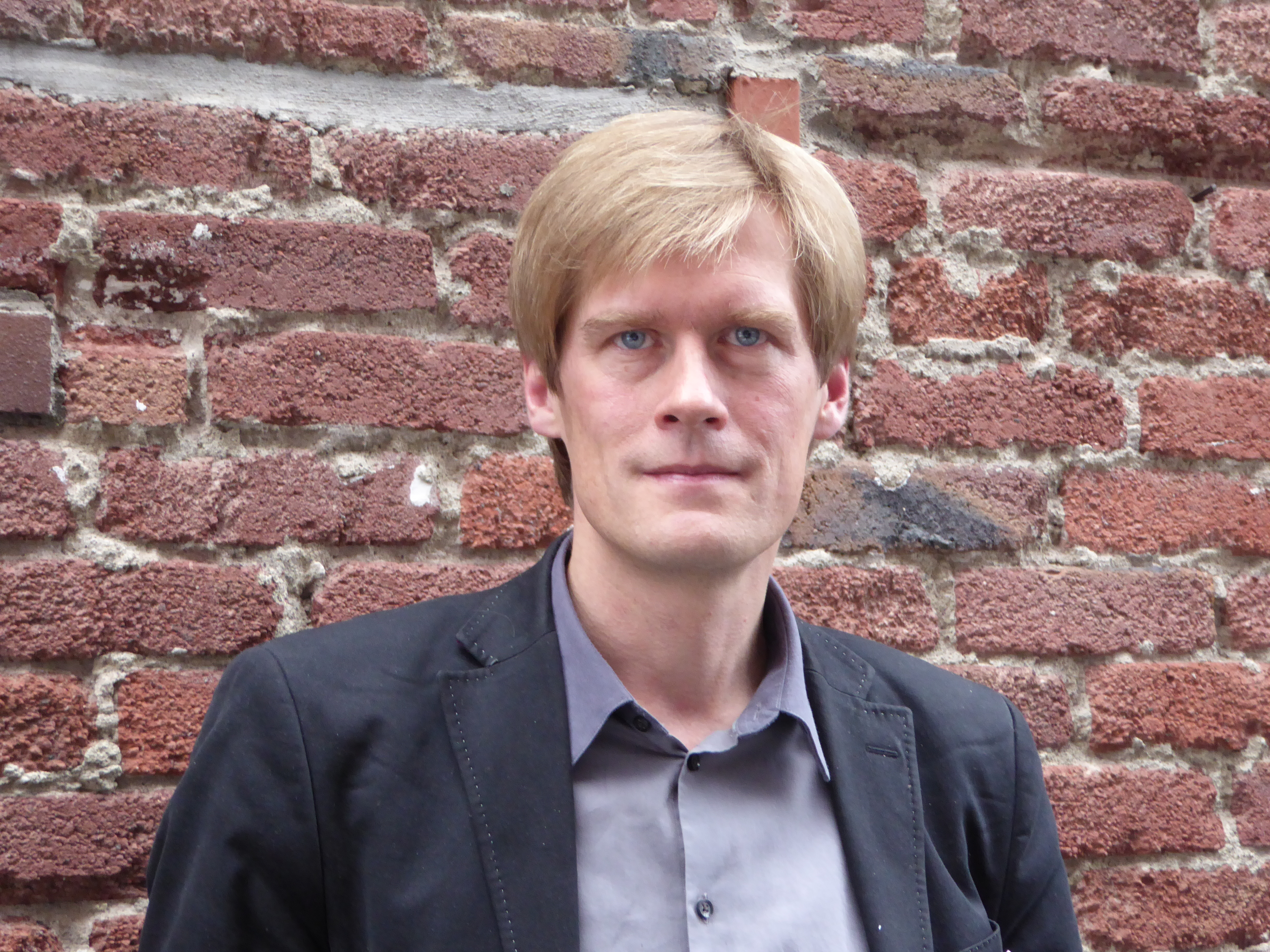
Malte Kreutzfeldt (2015)

Malte Kreutzfeldt (* 1971 in Hildesheim) ist ein deutscher Journalist und Autor. Er war von 2007 bis 2022 Redakteur im Ressort Wirtschaft und Umwelt der Tageszeitung die tageszeitung (taz) in Berlin und ist seitdem beim Journalismus-Start-Up Table Media für Energie- und Wirtschaftspolitik sowie die Grünen zuständig.

## Leben
Bereits in jungen Jahren war Malte Kreutzfeldt als Schülerzeitungsredakteur und später als Redakteur bei der AStA-Zeitung an der Universität Göttingen tätig. Seinen Zivildienst leistete auf der Hallig Hooge. Von 1992 bis 1999 studierte Kreutzfeldt Biologie, Politik und Anglistik in Göttingen und Berkeley, Kalifornien. Nach seinem Studium an der Universität Berkeley wirkte er an einem Forschungsprojekt in Alaska mit. Danach arbeitete er als freier Journalist, machte dann ein Volontariat bei der Hessischen/Niedersächsischen Allgemeinen und arbeitete dort anschließend als Politikredakteur. Von 2003 bis 2005 war er Pressesprecher des globalisierungskritischen Netzwerks Attac. 2006 war er in der Pressestelle der Fraktion Die Linke im Bundestag tätig.
Von Januar 2007 bis Mai 2012 leitete er das Ressort Wirtschaft und Umwelt der taz. Er verwendete das Autorenkürzel MKR. In dieser Funktion folgten ihm Beate Willms und Kai Schöneberg.
Kreutzfeldt war Korrespondent für Wirtschaft und Umwelt im Parlamentsbüro der taz. Er widmet sich vor allem der Energiewende sowie der Finanzpolitik. Große Aufmerksamkeit erregte er im Februar 2019 mit einer Recherche zum Lungenarzt Dieter Köhler, in der er zeigte, dass sich Köhler in seiner Kritik an den Grenzwerten für Stickoxid und Feinstaub mehrfach verrechnet und falsche Zahlen benutzt hatte.
Im Oktober 2022 wechselte Malte Kreutzfeldt von der taz zu Table Media.

## Auszeichnungen
- 2015: Deutscher Solarpreis des Vereins Eurosolar in der Kategorie Medien[16]
- 2019: Umweltmedienpreis der Deutsche Umwelthilfe e. V. (DUH) in der Kategorie Printmedien[17][18]
- 2019: Journalist des Jahres des Medium Magazin in der Kategorie Wissenschaft[19][20]

## Schriften
- Das Strompreis-Komplott: warum die Energiekosten wirklich steigen und wer dafür bezahlt (= Knaur Klartext. Nr. 78673). Droemer Knaur, München 2014, ISBN 978-3-426-78673-4.